# Banker Horse
Das Banker Horse ist eine halbwild auf den Outer Bank Islands in dem US-amerikanischen Bundesstaat North Carolina lebende Pferderasse. Es wird vermutet, dass sie sich aus spanischen Pferden ungefähr im 16. Jahrhundert entwickelt haben. Trotz eines Stockmaßes um 140 cm weisen die Banker Horses die typischen Merkmale eines Pferdes auf.

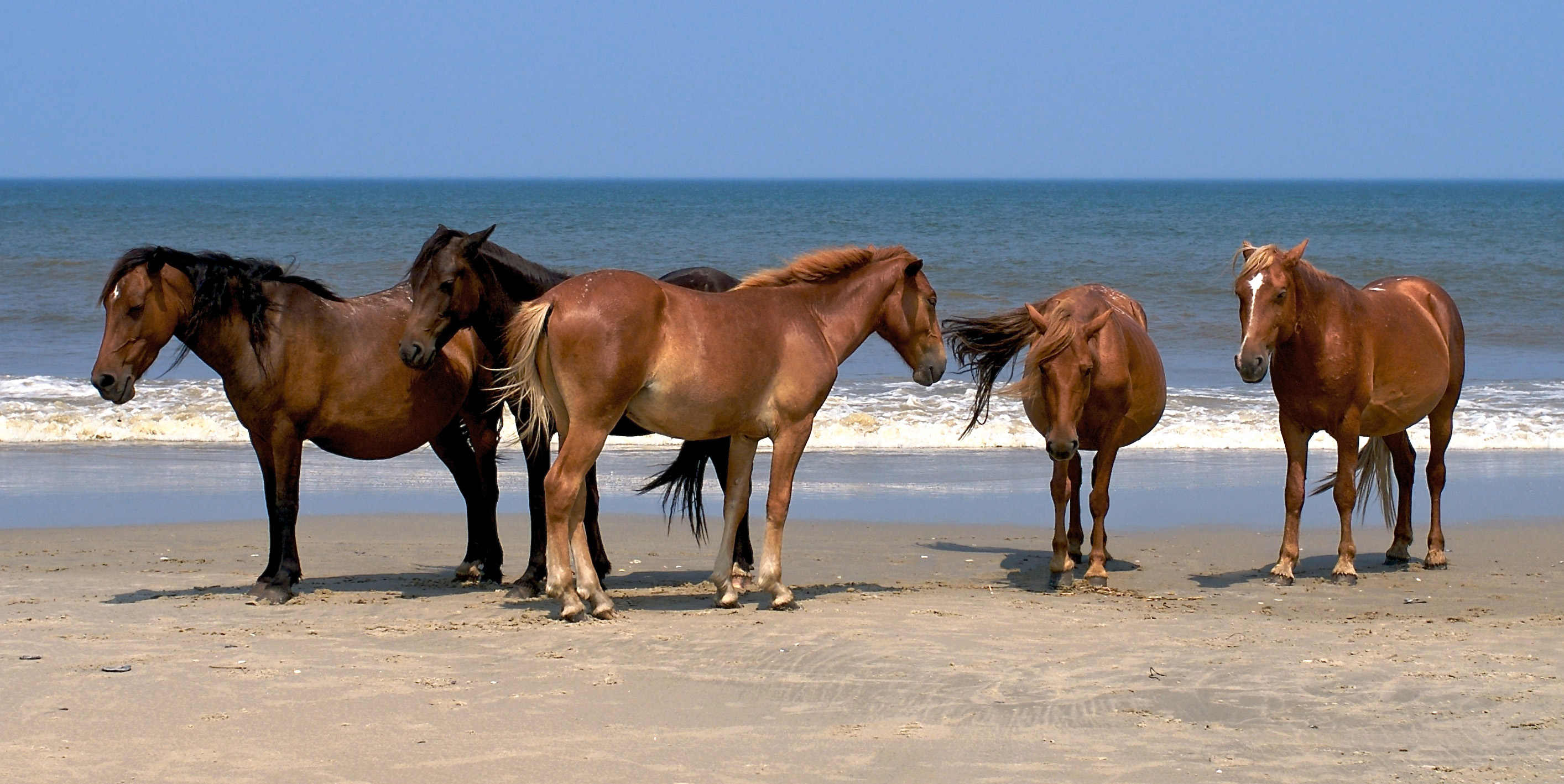
Banker Horses in ihrem Lebensraum

Hintergrundinformationen zur Pferdebewertung und -zucht finden sich unter: Exterieur, Interieur und Pferdezucht.

## Exterieur

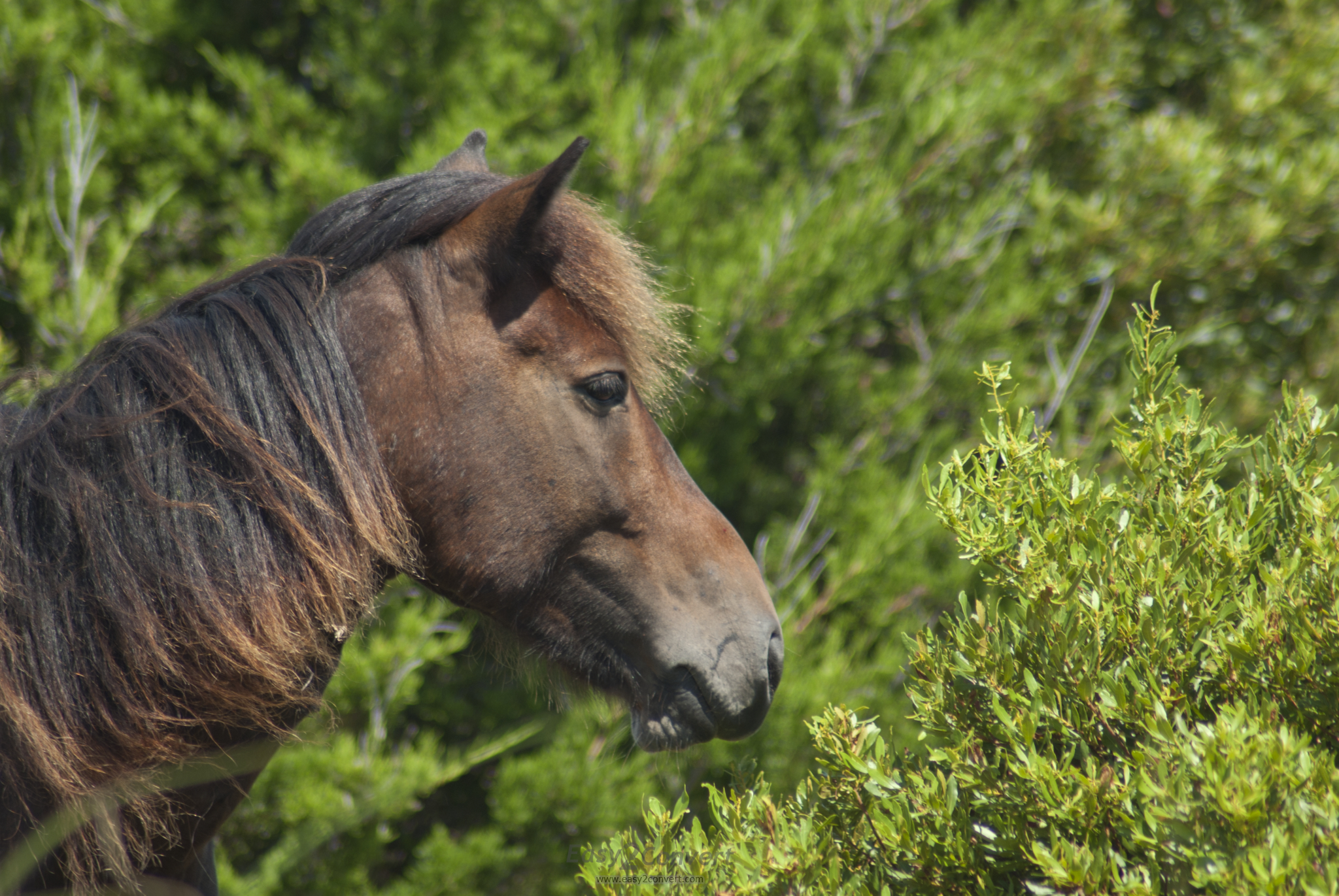
Bei dieser Kopfstudie sieht man ein ramsnasiges Profil. Es ist nicht vorherrschend, aber keine Rarität.

Sowohl die Pferde von Corolla als auch die Pferde von Shackleford zeigen den typischen Körperbau der spanischen Pferde, die im Zuge der Kolonialisierung nach Amerika gekommen sind. Typische Merkmale sind außerdem eine breite Stirn, ein kurzer Rücken, eine kräftig bemuskelte Kruppe mit hohem bis durchschnittlichem Schweifansatz sowie langes, seidiges Langhaar.
Die Kopfform betreffend dominieren besonders konvexe Profile, einige konkave, besonders auf der Shackleford-Insel und wenige geradlinige sowie ramsnasige. Auf beiden Inseln sind wenig feine Mäuler und unsaubere Ganaschen zu bemängeln. Die Hufe sind im Verhältnis zu Körpergröße groß, auffallend dickwandig, mit guter Trachtenhöhe. Auffallend ist, dass bei beiden Populationen an den Hinterbeinen keine oder nur sehr kleine Kastanien zu finden sind; auch die vorderen sind sehr klein.
Bei zu üppig gefütterten Tieren sieht man oft eine sehr klobige, gerundete Hinterhand, ähnlich wie beim Quarter Horse, nur mit dem Unterschied, dass diese Rundungen als Fettspeicher dienen und nicht aus Muskelmasse bestehen.
Die Durchschnittsgröße der Pferde auf Corolla beträgt rund 137 cm Stockmaß, bei der Population auf der Shackleford-Insel, die insgesamt zierlicher und feinknöchiger gebaut sind, liegt er etwas darunter.
Es gibt Füchse, Braune, Braunisabellen und Rappen.

## Gangarten
Viele Banker Horses sind Gangpferde. Sie besitzen einen ausgesprochen langen Schritt und anstelle eines normalen Trabs oftmals z. B. den Running Walk (eine Art Rennschritt), den Single Foot (eine Art Zwischengangart zwischen Schritt und Trab, bei der jeder Fuß einzeln gesetzt wird, auch Rack oder Paso largo), Pass (die Hufe je einer Seite werden gleichzeitig gesetzt), oder die verschiedenen Paso-Gangarten (Paso Fino, Paso Corto, Paso Largo).

## Interieur
Das Banker Horse ist sehr trittsicher und für ein Wildpferd ausgesprochen ruhig. Auf Shackleford sind sie etwas vorsichtiger als auf Corolla, wo es vonnöten ist, die Bevölkerung regelmäßig an die Einhaltung der vorgeschriebenen 15 Meter (50 Fuß) Abstand zu den Pferden zu erinnern.

## Genetik
Die Population auf der Insel Corolla ist besonders homogen. Laut des Berichts „Genetic Analysis of the Feral Horse Populations of the Outer Banks“ der Universität von Kentucky, besitzt diese Population nur 29 Allele (dies bedeutet, dass die genetische Vielfalt sehr gering ist), der niedrigste Wert einer Pferdepopulation, der durch Isolation und Inzucht sehr gering ist.
Durch DNA-Tests an dieser Population konnte bewiesen werden, dass sie alten iberischen Pferden sehr ähneln und von eingeführten spanischen Pferden abstammen.

## Verbreitung

### Currituck Outer Banks
Auf den Currituck Outer Banks, in der Nähe der Stadt Corolla, befindet sich eine der zwei besser bekannten Banker Horse-Populationen.
Als die Stadt Corolla auf den Currituck Outer Banks jedoch in den 1980er-Jahren zu einem beliebten Ferienort wurde, ist ein Highway errichtet worden. Bereits ein Jahr nach der Eröffnung waren sieben Pferde durch die Kollision mit Fahrzeugen auf dem Highway verendet. Stadtbewohner setzten sich für die Pferde ein, indem sie den Corolla Wild Horse Fund ins Leben riefen. Knappe sechs Jahre dauerte es, bis die Organisation zusammen mit weiteren Mitstreitern die erforderlichen Genehmigungen erhalten und genügend Geld gesammelt hatten, um die Pferdeherde umzusiedeln und einen Lärmschutzzaun sowie einen Viehschutz entlang der Straße zu bauen.
Durch den Mangel an natürlichen Fressfeinden und dadurch, dass durch Zäune ihre Bewegungsfreiheit erheblich eingegrenzt wird, ist der Inzuchtanteil in der Corolla-Herde sehr hoch, weswegen der Kongressabgeordnete Walter B. Jones Jr. über einen Gesetzentwurf vorschlug, einige Pferde aus dem Cape Lookout National Seashore auf die Currictuc Outer Banks (also zu der Corolla-Herde) einzuführen, um die genetische Vielfalt zu erhöhen. Die Geschäftsführerin des Corolla Wild Horse Fund hält die Erweiterung der Herde für sinnvoll. Das Gesetz Corolla Wild Horses Protection Act (H.R. 126) sieht außerdem vor, dass die zulässige Anzahl von Pferden auf 130 Tiere steigt, wobei eine Zahl zwischen 120 und 130 angestrebt werden soll. Die derzeitige Populationsgröße liegt bereits bei 140 Tieren. Kritiker beklagen, dass eine solch große Herde wie derzeit das Ökosystem erheblich belaste. Das US-Repräsentantenhaus hat zugestimmt, der US-Senat auch.
Zur Begrenzung der Population wird von dem Corolla Wild Horse Fund die sogenannte Immunokontrazeption durch den Wirkstoff Porcine zona pellucida angewendet. Der aus den Eierstöcken von Schweinen gewonnene Wirkstoff wird dem Pferd mittels CO2-Gewehr oder -Pistole oder mit einem Blasrohr verabreicht und sorgt dafür, dass das Pferd Antikörper bildet, die sich an der Zona pelludica (Membran, die unbefruchtete Eizellen von Säugetieren umgibt) anlagert und damit das Eindringen des Spermiums in die Eizelle, also die Befruchtung vermeidet.
Bei einer DNA-Analyse im Jahr 2008 stellte man fest, dass bei der zum damaligen Zeitpunkt 90 Tiere große Herde ein sogenannter „Genetischer Flaschenhals“ aufgetreten war, mit einer hohen Inzuchtrate und einer geringen genetischen Diversität.

### Shackleford Island
Auf Shackleford Island lebt eine weitere, besser bekannte Herde Banker Horses. Sie geriet 1996 in die Schlagzeilen, weil 74 Pferde positiv auf die ansteckende Blutarmut der Einhufer (auch Equine Infektiöse Anämie, kurz EIA) getestet wurden und eingeschläfert werden mussten.
Im Februar 1997 wurde ein Gesetzesentwurf, der unter anderem eine Populationsgröße der Shackleford-Herde von 100 Pferde erlaubt, eingebracht, der im Juli desselben Jahres vom US-Repräsentantenhaus verabschiedet wurde und im Juni 1998 vom Senat gebilligt wurde.

### Ocracoke Island
Etwa hundertsechzig Kilometer südlich von Corolla lebt eine weitere Banker Horse-Herde auf Ocracoke Island auf einem eingezäunten Gelände. Da die Insel zu dem Cape Hatteras National Seashore (einem Schutzgebiet entlang der Küste) gehört, ist der National Park Service für die Pferde verantwortlich.

### Cedar Island
Diese, weitgehend unbekannte Herde war 1996 von der ansteckende Blutarmut der Einhufer betroffen, weswegen dreizehn der fünfzehn Herdenmitglieder eingeschläfert werden mussten. Zur Erhöhung der genetischen Diversität führte man den verbleibenden Tieren Pferde von der Shackleford Island zu. Im September 2019 sind durch den Hurrikan Dorian achtundzwanzig der vor dem Unglück lediglich 49-köpfigen Herde ertrunken. Von den 21 überlebenden Pferden waren jedoch acht kastriert.

## Geschichte
Nachdem Pferde lange Zeit auf dem amerikanischen Kontinent ausgestorben waren, brachten europäische Entdecker wieder Pferde ins Land. Verschiedenste Entdecker brachen ihre Expeditionen an der heutigen Küste Nord- und Süd-Carolinas ab und ließen ihre Pferde zurück. Sie vermehrten sich gut und wurden zum Personen- und Nahrungsmitteltransport, in Fischereien und landwirtschaftlichen Betrieben eingesetzt; sie waren im 19. und 20. Jahrhundert ein wichtiges Wirtschaftsgut. Es wurden regelmäßig sogenannte Pony Pennings abgehalten, bei denen die Banker Horses versteigert und auf das Festland verkauft wurden, wo man ihre Gutmütigkeit schätzte. Man zählte in den 1950er-Jahren mehrere Tausend Pferde.